# Супермен громит Клан
«Супермен громит Клан» (англ. Superman Smashes the Klan) — ограниченная серия комиксов, которую в 2019—2020 годах издавала компания DC Comics.

## Синопсис
1946 год. Семья Ли переезжает в центр Метрополиса из китайского квартала. Доктор Ли занимает новую должность в департаменте здравоохранения. Его дочь Роберта не может адаптироваться на новом месте, в отличие от своего брата Томми. Однажды Ку-клукс-клан поджигает крест на лужайке дома Ли, и Лоис Лейн с Кларком Кентом разбираются в этом деле.

### Выпуски
| № | Дата выхода     | Оценка на Comic Book Roundup    | Предполагаемый объём продаж (первый месяц) |
| - | --------------- | ------------------------------- | ------------------------------------------ |
| 1 | 16 октября 2019 | 9,2 из 10 на основе 16 рецензий | 24 375, позиция в Северной Америке — 97    |
| 2 | 18 декабря 2019 | 9,2 из 10 на основе 7 рецензий  | 11 400, позиция в Северной Америке — 157   |
| 3 | 19 февраля 2020 | 9,6 из 10 на основе 8 рецензий  | 9 588, позиция в Северной Америке — 180    |

### Сборники
| Название                  | Тип            | Дата выхода | Собранный материал             | Кол-во страниц | ISBN                      |
| ------------------------- | -------------- | ----------- | ------------------------------ | -------------- | ------------------------- |
| Superman Smashes the Klan | Мягкая обложка | 12 мая 2020 | Superman Smashes the Klan #1-3 | 239            | 9781779504210, 1779504217 |

## Реакция

### Отзывы критиков
На сайте Comic Book Roundup серия имеет оценку 9,3 из 10 на основе 31 рецензии. Чейз Магнетт из ComicBook.com, обозревая первый выпуск, писал, что комикс подойдёт для читателей всех возрастов. Пирс Лидон из Newsarama дал дебюту 8 баллов из 10 и похвалил художников. Дэниел Гехен из Comics Bulletin вручил первому выпуску 4 звезды с половиной из 5 и посчитал, что он «вполне может стать самым впечатляющим комиксом этой недели». Хиллари Чут из The New York Times похвалила Гурихиру. Журналист из Kirkus Reviews также остался доволен художественной частью комикса.

### Награды
| Год  | Награда       | Категория                           | Результат | Пр.    |
| ---- | ------------- | ----------------------------------- | --------- | ------ |
| 2020 | Ringo Awards  | Mike Wieringo Spirit Award          | Победа    | [ 18 ] |
| 2020 | Harvey Awards | Best Children or Young Adult Book   | Победа    | [ 19 ] |
| 2021 | Eisner Awards | Best Publication for Kids           | Победа    | [ 20 ] |
| 2021 | Eisner Awards | Best Adaptation from Another Medium | Победа    | [ 20 ] |